# フルトン魚市場
座標: 北緯40度48分18秒 西経73度52分41秒 / 北緯40.805度 西経73.878度
フルトン魚市場（フルトンうおいちば、Fulton Fish Market）は、アメリカ合衆国ニューヨーク市ブロンクス区に存在する魚市場である。かつてはマンハッタン区フィナンシャル・ディストリクトのフルトン・ストリートにあった。
1822年に誕生したが、1835年、1845年、1918年そして1995年に大きな火事に見舞われた。20世紀中、マフィアとの関連も指摘されていた（特にジェノヴェーゼ一家のジョゼフ・ランツァがこの市場を牛耳ったことで悪名高い）。犯罪組織の影響力を排除するため、2005年11月14日にブロンクス区ハンツ・ポイントへ移転した。

## ギャラリー

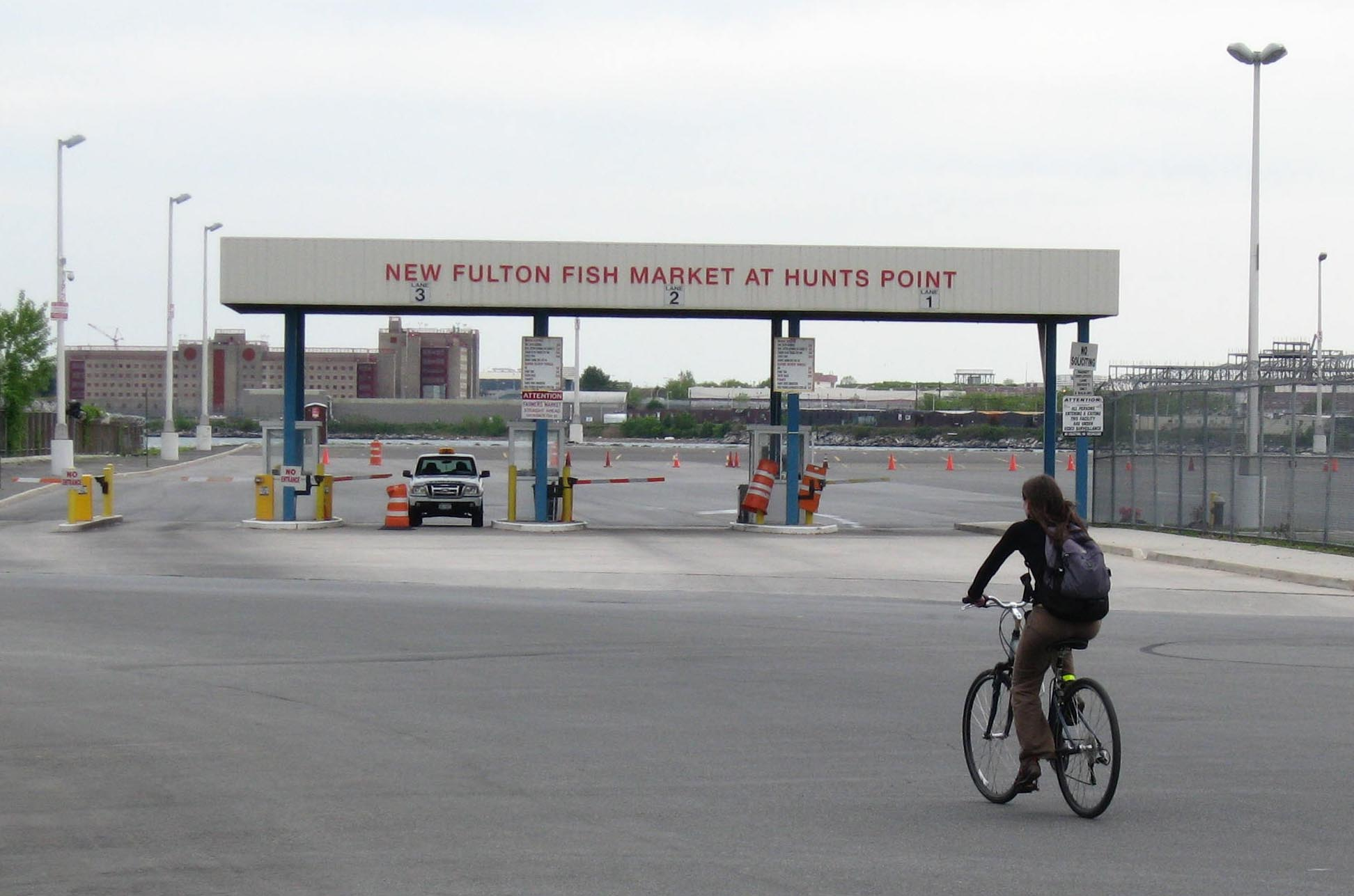
現在のフルトン魚市場の入り口
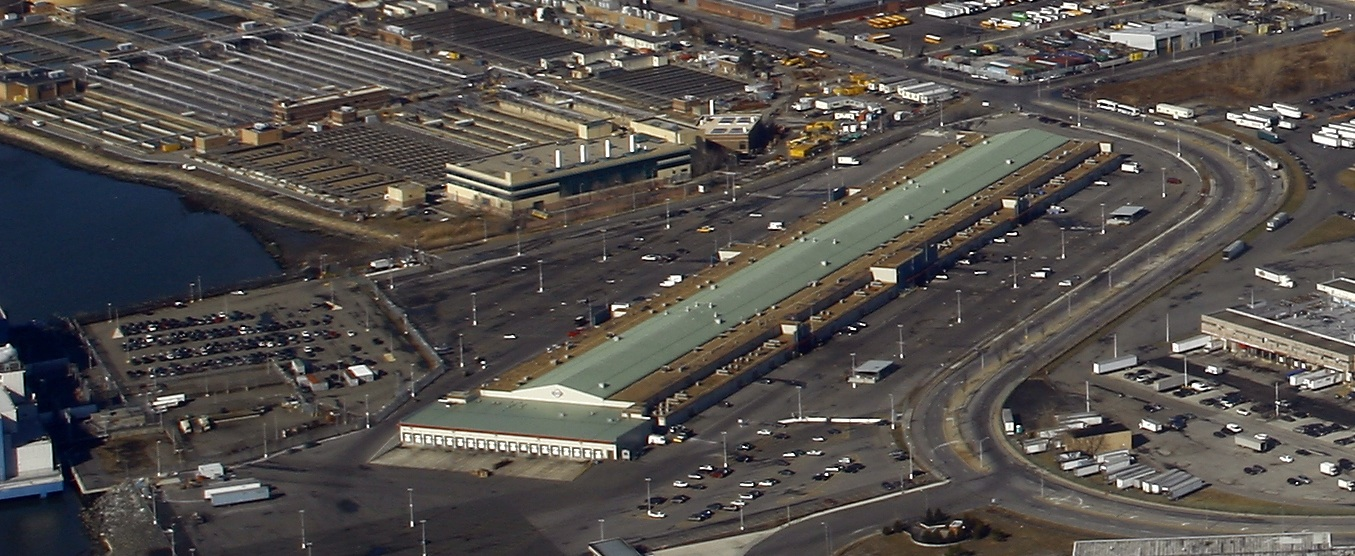
フルトン魚市場
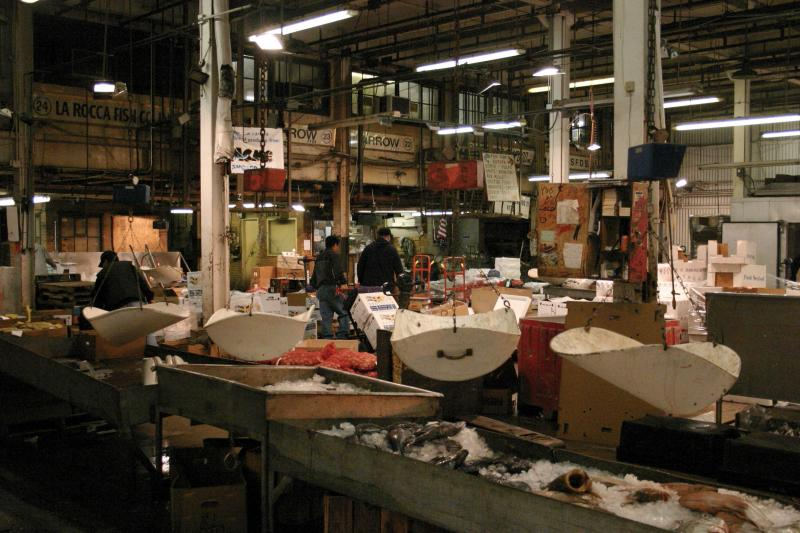
内部
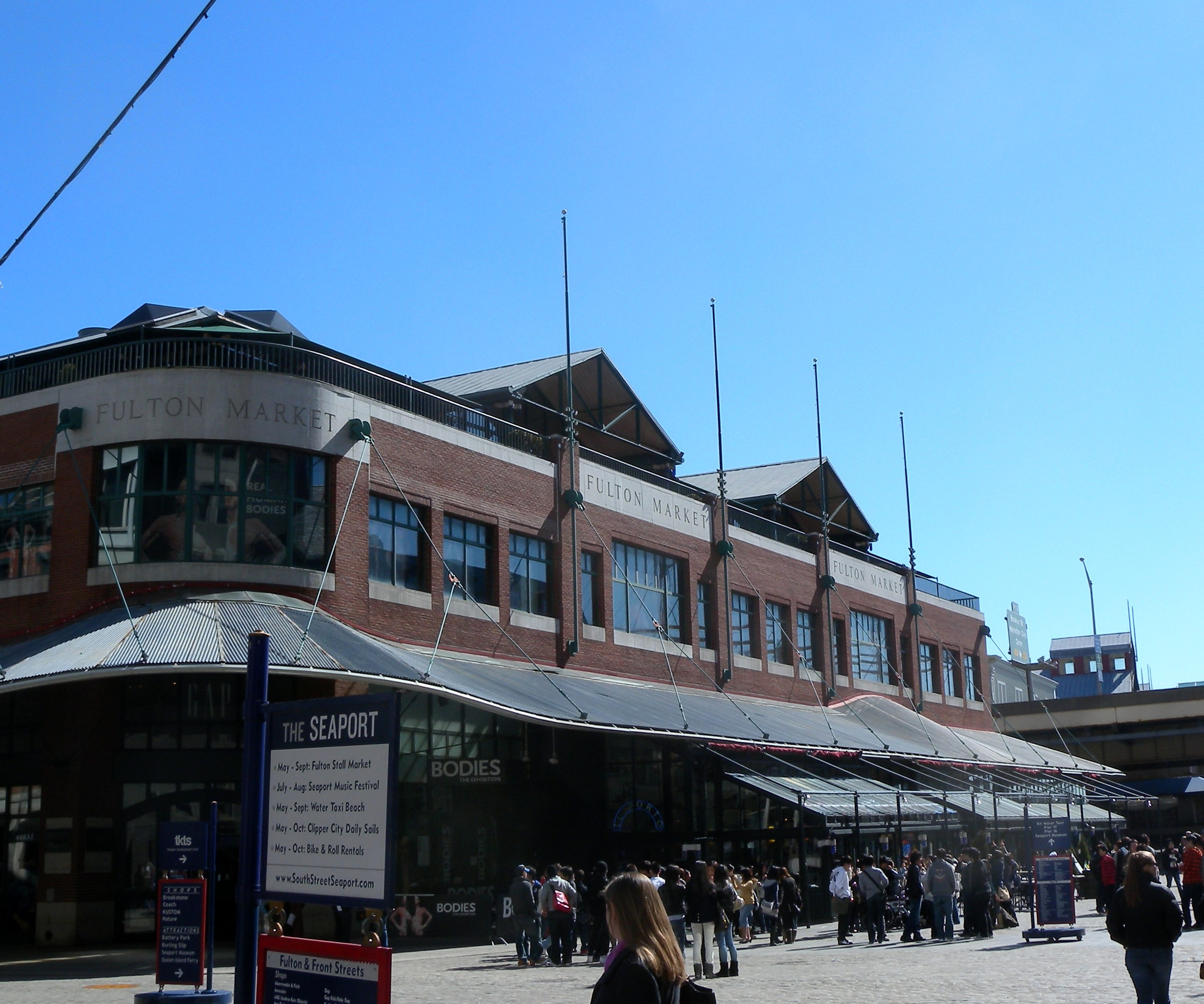
マンハッタンに存在する移転前の建物。現在はレストランとして使われている。